# ناتالیا شیویتس
ناتالیا شیویِتس (لهستانی: Natalia Siwiec؛ زادهٔ ۱ اوت ۱۹۸۳) مدل عکاسی گلامور اهل لهستان است. شهرت او پس از حضورش در جام ملت‌های اروپا ۲۰۱۲ بود که توجه خبرنگاران و عکاسان را به خود جلب کرد
و متعاقباً «سکسی ترین» هوادار فوتبال لهستانی و «بانوی یورو ۲۰۱۲» نام گرفت. در نتیجه این شهرت چشمگیر، به او لقب «لاریسا ریکلمه لهستانی» داده‌اند. مطابق گزارش زایتگایس سالانه شرکت گوگل، او یکی از پُرجستجوترین سلبریتی‌های لهستان در اینترنت است.
از فیلم‌هایی که وی در آن‌ها نقش داشته است، می‌توان به ۳۶۵ روز: امروز اشاره نمود.